# Еміл Гадач

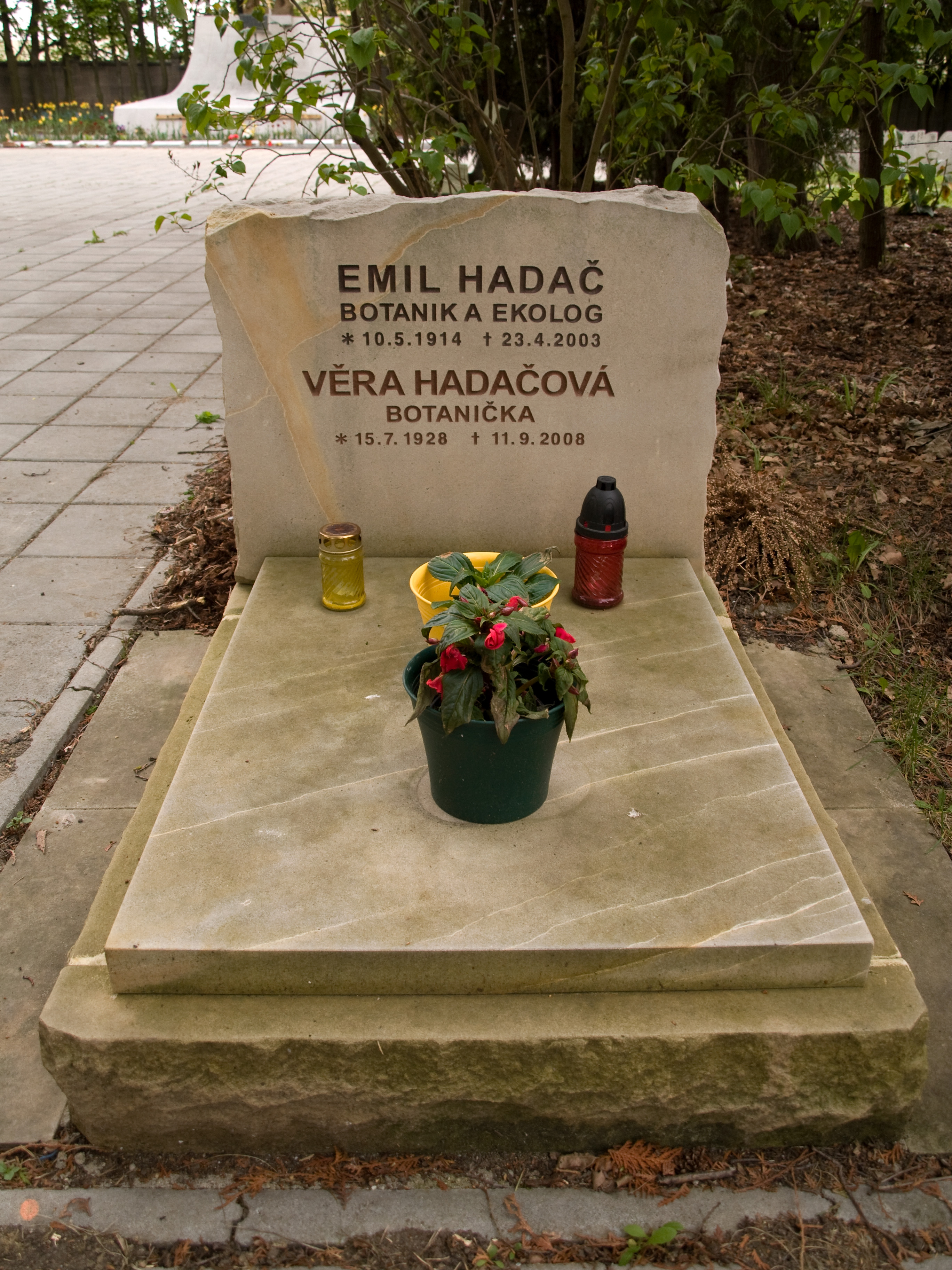
Могила Еміла Гадача у Празі

Еміл Гадач (Emil Hadač) — чеський фітоценолог та еколог (1914–2003).

## Визнання
1994 — Нагорода міністра навколишнього середовища за внесок в екологію та ботаніку як справу усього життя.

## Публікації
- Hadač E. Krajina a lidé: úvod do krajinné ekologie.- Academia, 1982
- Hadač E. Je lépe se opotřebovat než zrezivět. Vzpomínky na botaniky a ekology.- 2007.